# 千葉県立農業大学校
千葉県立農業大学校（ちばけんりつ のうぎょうだいがっこう、英称：Chiba Prefecture Agricultural College）は、千葉県東金市家之子又は千葉県千葉市緑区大膳野町にある県立の専修学校である。
1979年に設置された。略称は千葉農大。
旧千葉県農業大学校は長年農林水産省の管轄下にあり、「各種学校」の位置づけであったが、2012年度より文部科学省の管轄する「専修学校」へと移行し、校名も「千葉県立農業大学校」へと変更された。また、文部科学省から、専門士の称号を付与する専修学校としての指定を受け、農学科又は研究科を卒業した者は、専門士（農業専門課程）の称号を称することができるようになった。

## 学校構成
- 庶務教務課…受付と事務室を兼ねる。
- 農業専門課程農学科…2年制。高校卒同等以上の学力を有すると認められる者が入学できる。定員は1学年80名。同課程卒後、農協職員もしくは千葉県の公務員に採用されると、人事院規則により「短大卒」同等とみなされる。
- 農業専門課程研究科…2年制。同校農学科または他の農業大学校のこれに類する課程、または農業系専門学校や短大、4年制大学の農学部または大学院の農学系研究科を卒業したものが入学できる。定員は1学年20名。同課程卒後、農協職員もしくは千葉県の公務員に採用されると人事院規則により「大卒」同等とみなされる。
- 農業研修科…社会人の新規就農希望者が入学して研修を行う。土曜日に研修を受講することで知識・技能を習得する就農準備講座。3ヶ月、6ヶ月、12ヶ月制のコースがあり、農業経営者として必要な知識・技能を習得する農業者養成研修。農業者養成研修で習得した知識・技能で1年間の模擬経営に取り組む就農実践研修がある。
- 機械化研修科…千葉県内の農業者や千葉県立農業大学校農学科・研究科の学生が農業機械の研修を行う。千葉市緑区大膳野町に施設がある。

学生寮
- 東金市家之子の本校構内に3階建ての寮「雄貴妃寮」(ゆうきひりょう)がある。
- 農学科1年生は全寮制、農学科2年生から研究科2年生は希望により入寮することができる。
- 共同生活により、各人の自主性・協調性を養成できる。

専攻教室
- 農学科2年生と研究科生は11種類の専攻教室に分かれて、少人数で専門的な教育を受ける。
- 一部の授業は学年の垣根を越えて、同じ専攻の学生と指導教員同士で行う。また、農学科2年生・研究科生とも専攻の授業で自身の卒業研究・研究課題に取り組む。
- 農学科1年生は入学後半年間で全専攻の実習を体験した後、後期から希望する専攻教室に所属する。
- 2011年度は、作物、露地野菜、施設野菜、花卉園芸、果樹園芸、畜産、病害虫、土壌肥料、食品加工、生物工学、農業経済、情報処理が存在した。
- 2012年度以降は、作物、施設野菜、露地野菜、果樹園芸、花き園芸、畜産、情報経営、食品加工、生物工学、土壌肥料、病害虫が存在している。

## 学校行事
これは主に農学科と研究科のみに適用され、農業研修科及び機械化研修科には適用されないものが多い。
- 4月　入学式、健康診断、校内スポーツ大会
- 7月　前期末試験
- 8月　夏季休業、農業派遣実習や農業機械基本研修等
- 9月　夏季休業、後期開始、後期研修科生入学
- 10月　農学科・研究科推薦入試
- 11月　社稷祭(学園祭)
- 12月　国際派遣実習(農学科1年生)、農学科卒業論文発表会、研究科研究課題発表会、冬季休業
- 1月　後期末試験、農学科・研究科A日程入試、春季休業
- 2月　春季休業、農業派遣実習、全国農業大学校等プロジェクト発表・意見交換大会(学校代表の一部学生が参加)
- 3月　春季休業、農学科・研究科B日程入試、農業機械基本研修等、卒業式

## 前身
前身となるのは、かつて館山市亀ヶ原にあった千葉県農村中堅青年養成所。千葉県農村中堅青年養成所は卒業生の多くが日本民主青年同盟に加入するなど、共産色が強いところであった。

## 著名な出身者
- 相川勝重（元千葉県山武郡芝山町長） ※前身である千葉県立農村中堅青年養成所の修了者
- 齊藤隆（元千葉県山武郡横芝光町長）
- 米本弥一郎（千葉県旭市長）